# دنهيل

هي علامة تجارية للسجائر مقرها في وستمنستر، لندن، تملكها وتصنعها شركة Dunhill وشركة برتيش أمريكان توباكو. يحيي اسم العلامة التجارية ذكرى بائع التبغ الإ
نجليزي ورجل الأعمال والمخترع ألفريد دانهيل.في المملكة المتحدة، تم تسجيل شركة Dunhill وتصنيعها في وستمنستر، مدينة وستمنستر، لندن.

## التاريخ
تأسست شركة Dunhill في لندن في 10 مارس 1907 عندما افتتح بائع التبغ والمخترع ألفريد دنهيل متجرًا صغيرًا لبيع السجائر في شارع ديوك في منطقة سانت جيمس. قدم خلطات من التبغ مصممة حسب طلب الزبون الفردي. تم طرح دنهيل في عام 1908 وكان يُعرف باسم "أبسوربال". تم تصميمه لمواجهة أي مخاوف تتعلق بالصحة المُدركة وكان يحتوي على "ابتكار عالمي - رأس فلتر من  القطن الطبي. كان شعاره "السيجارة الصحية". حازت سجائر دنهيل على إمتياز ملكي منذ عام 1927 حتى عام 1995.
في عام 1939، تم طرح العلامة التجارية في الولايات المتحدة من قبل شركة فيليب موريس يو.إس.إيه. التي قامت باستئجار حقوق التسويق في الولايات المتحدة، وفي عام 1962، تم طرح "دنهيل إنترناشيونال".
عادةً ما يكون سعر سجائر دنهيل أعلى من متوسط أسعار السجائر في المنطقة التي تباع فيها بسبب استخدام التبغ عالي الجودة.
كانت سجائر دنهيل المفضلة لدى صحافة غونزو من قبل الصحفي هانتر ستوكتون ثومبسون.

## أفريقيا
على الرغم من أن جنوب أفريقيا تمتلك واحدة من أصعب قوانين مكافحة التبغ في إفريقيا، إلا أن الشركة فشلت في الامتثال للقانون،وواصلت العمل على الجبهات الحكومية والإعلانات والترويجات السرية. في نيجيريا، تسيطر بريتيش أمريكان توباكو (BAT) على 84% من سوق السجائر. في عام 2010، في حين انخفضت الأسواق في تركيا وإيران وجنوب أفريقيا، ارتفعت أرباح بريتيش أمريكان توباكو (BAT) من مناطق إفريقيا والشرق الأوسط بمقدار 134 مليون جنيه إسترليني لتصل إلى 858 مليون جنيه إسترليني،مدفوعة إلى حد كبير بالسوق النيجيرية.

## انظر ايضا
تدخين التبغ